# Burgos (La Union)
Burgos (Bayan ng Burgos) är en kommun i Filippinerna. Kommunen ligger på ön Luzon, och tillhör provinsen La Union. Folkmängden uppgår till 8 067 invånare år 2015.
Burgos är indelat i 12 barangayer.